# Список серий аниме Eureka 7
Данная статья содержит описание серий аниме-сериала «Eureka 7», который снял режиссёр Томоки Кёда на студии Bones. Всего было снято 50 серий и 1 специальный выпуск (вышел в эфир через 6 лет после показа сериала). Первая серия вышла в эфир в Японии 17 апреля 2005 года, а последняя — 2 апреля 2006 года. В США сериал транслировала телесеть Cartoon Network в период с 15 апреля 2006 года по 28 апреля 2007 года.
Почти все названия серий сериала соответствуют реальным песням или альбомам японских и зарубежных композиторов и исполнителей. Некоторые из них открыто заявлены как преднамеренные ссылки, например, Blue Monday группы New Order..

## Список серий
| 1 | «Грустный понедельник» «Burū Mandē» (ブルーマンデー)                                   | Blue Monday группы New Order                         | 17 апреля 2005   |
| 14-летний Рэнтон Торстон, сын легендарного героя Адрока Торстона, вместе с дедушкой-механиком живёт в деревне Беллфорест. Скучное и однообразное существование скрашивает лишь рифтинг (вид спорта: полёты по воздуху на специальной доске). Эта жизнь внезапно прерывается, когда ему почти прямо на голову сваливается потерпевший крушение LFO (Light Finding Operation, боевой человекоподобный робот), известный как «Нирваш тип-Зеро», и его пилот, Эврика. Вскоре за ней прилетают Холланд Новак, лидер антиправительственной группировки вольных рифтеров Gekkostate, и солдаты Федеральной армии. |                                                                                        |                                                      |                  |
| 2 | «Фантастическая рыбка» «Burū Sukai Fisshu» (ブルースカイ・フィッシュ)                  | Sky Fish группы Color Variation                      | 24 апреля 2005   |
| Рэнтон, с первого взгляда влюбившийся в Эврику, готов лететь за ней куда угодно, особенно вместе со своим кумиром Холландом. Дедушка, хотя и не одобряет его желание, отдаёт внуку уникальное дополнительное устройство для LFO — амита-драйв, оставшийся от Адрока Торстона. Пока Gekkostate в небе над Беллфорестом воюет с военными, Рэнтон устанавливает амита-драйв в «Нирваш» и выпускает скрытую мощь тип-Зеро — «Седьмой вал», мощнейший выброс электромагнитного излучения (траппы), которое воздействует на окружающую среду. |                                                                                        |                                                      |                  |
| 3 | «Стремительная синева» «Mōshon Burū» (モーション・ブルー)                              | Motion Blue группы Index AI                          | 1 мая 2005       |
| Члены Gekkostate спешат обратно на свой воздушный крейсер «Гекко-Го», доставляя туда и Рэнтона. Вернувшись, они узнают, что корабль блокирован войсками. «Нирвашу» придётся провести дерзкую операцию, чтобы отвлечь внимание военных от «Гекко-Го». |                                                                                        |                                                      |                  |
| 4 | «Арбуз» «Wōtāmeron» (ウォーターメロン)                                                 | Watermelon Man от Херби Хэнкока                      | 8 мая 2005       |
| Воодушевлённый переменами в жизни Рэнтон охотно присоединяется к Gekkostate, желая быть рядом с Эврикой и вольными рифтерами. Неожиданно для себя он обнаруживает, что жизнь на «Гекко-Го» не такая как он себе представлял, в частности вольные рифтеры больше думают не о рифтинге, а о том как заработать денег на жизнь. Да ещё выясняется, что у любимой Эврики сразу трое детей, пусть и приёмных. Между тем, Совет Мудрецов, обсудив новость про «Нирваш тип-Зеро» и «Седьмой вал», решает освободить и восстановить в должности полковника Дьюи Новака, который ранее считался преемником Адрока Терстона и знает в деталях секретный «План Агеха», разработанный Адроком с целью решить проблему сосуществования на одной планете двух форм разумной жизни: людей и кораллиан. |                                                                                        |                                                      |                  |
| 5 | «Яркая мелочь» «Bibitto Bitto» (ビビット・ビット)                                      | Vivid группы Electronic                              | 15 мая 2005      |
| У Рэнтона сплошные проблемы. Его тошнит во время быстрых полётов на «Нирваше», дети Эврики, ревнуя мальчика к своей матери, преследуют его, а тут ещё пилот «Гекко-Го» Тальхо узнаёт про «страшную тайну» Рэнтона, о его любви к Эврике, и шантажирует бедолагу. Он вынужден отправиться с Тальхо и Хильдой (пилот одного из LFO Gekkostate) за покупками в качестве носильщика. Тальхо, обозлённая на Холланда, не отвечающего на её любовь, напивается и Рэнтону, чтобы защитить её, приходится впервые в жизни пилотировать боевой LFO. |                                                                                        |                                                      |                  |
| 6 | «Детство» «Chairudofuddo» (チャイルドフッド)                                           | Childhood DJ Джефф Миллз                             | 22 мая 2005      |
| Отношения Рэнтона с детьми, которые защищая от него свою маму Эврику намерены любой ценой выжить мальчика с крейсера, ухудшаются и он уже готов перейти к решительным мерам. Однако, последняя антирэнтоновская выходка детей приводит к отключению генератора компак-шумов, благодаря которому «Гекко-Го» не видим для военных радаров. Пытаясь спасти крейсер и не желая выдавать детей, Рэнтон вместе с ними вылетает на «Нирваше». Ему удаётся вывести из строя армейский радар, но вернуться на «Гекко-Го» он смог лишь при помощи LFO Gekkostate. Холланд в наказание сажает Рэнтона под арест в карцер, но зато дети Эврики теперь не считают его врагом. |                                                                                        |                                                      |                  |
| 7 | «Полное поражение» «Abusoryūto Difīto» (アブソリュート・ディフィート)                  |                                                      | 29 мая 2005      |
| Взвод КЛФ «Норма» неожиданно уничтожен странным оружием, которое больше похоже на кристаллообразные фрагменты траппы. Совет Мудрецов поручает Дьюи расследовать это и пять предыдущих аналогичных случаев. Тем временем, члены Gekkostate отправляют Рэнтона на «миссию первостепенного значения», которая на деле является всего лишь розыгрышем салаги со стороны «дедов». Дьюи представляет Совету Мудрецов план борьбы с кораллианами. |                                                                                        |                                                      |                  |
| 8 | «Восхитительное великолепие» «Guroriasu Buririansu» (グロリアス・ブリリアンス)         | Glorious группы Muse                                 | 5 июня 2005      |
| Рэнтон, Эврика и дети идут в поход по магазинам, во время которого знакомятся с Типтори, пожилой одинокой женщиной, приверженкой религии «Водарек». Все вместе они мирно пьют чай когда неожиданно подвергаются нападению членов Gekkostate. Оказывается, Холланд, пытаясь вытащить свою группу из финансовой пропасти, принимает заказ на поимку Типтори, подозреваемой в терроризме. Захватив, пусть и не сразу, женщину, Холланд забирает у военных деньги за её поимку, а затем сбегает вместе с пленницей, решив доставить её куда она хочет. |                                                                                        |                                                      |                  |
| 9 | «Свет бумажной луны» «Pēpā Mūn Shain» (ペーパームーン・シャイン)                       | It's Only a Paper Moon от Гарольда Арлена            | 12 июня 2005     |
| Gekkostate доставляет Типтори в Цидадес дель-Сьело. Это особое место для верящих в «Водарек», где они очищаются на пути к Великой Стене. Но кроме того, это Врата Выбора для каждого кто пришёл сюда. Рэнтон ссорится с Холлнадом и убегает. Вновь встретившись с Типтори, мальчик узнаёт много для себя нового и неожиданного о Федерации и тех кого она объявила террористами. Эврика отправляется искать Рэнтона и подвергается нападению водарековцев. Рэнтон заступается за неё и узнаёт, что Эврика была одной из тех кто разрушил Цидадес дель-Сьело, некогда прекрасный город водарековцев и уничтожил почти всё его население. В это время руины города подвергаются бомбардировке федералов. Рэнтон, не выдержав, садится в «Нирваш» и атакует военных. |                                                                                        |                                                      |                  |
| 10 | «Выше солнца» «Haiā Zan Za San» (ハイアー・ザン・ザ・サン)                             | Higher Than the Sun группы Primal Scream             | 19 июня 2005     |
| Холланд, узнав об очень большой волне на другой стороне планеты, решает лететь туда в режиме внеатмосферного (баллистического) полёта, чтобы успеть вовремя. Тальхо соглашается с ним, но раздражённая тем, что она воспринимает как эгоизм остальных членов Gekkostate, перенаправляет «Гекко-Го» к развалинам военной базы, с которой у неё и Холланда связано много воспоминаний. |                                                                                        |                                                      |                  |
| 11 | «К природе» «Intū Za Neichā» (イントゥー・ザ・ネイチャー)                              | Into the Nature дуэта Hardfloor                      | 26 июня 2005     |
| В районе Южный Айлесс появился кораллианин и Gekkostate решает провести исследование. Между тем, по приказу Совета Мудрецов Доминик, помощник Дьюи, и Анэмонэ, пилот «Нирваша тип-ЗеЭнд» также отправляются в Южный Айлесс на крейсере «Идзумо». Два корабля достигают кораллианина и оба «Нирваша» встречаются в бою. |                                                                                        |                                                      |                  |
| 12 | «Допыт 1» «Akuperiensu 1» (アクペリエンス・1)                                          | Acperience 1 дуэта Hardfloor                         | 3 июля 2005      |
| Оба «Нирваша» оказываются в Зоне, особом пространстве, которое образуется в случае высокой концентрации траппы. В Зоне возможно взаимодействие сознаний людей, чем воспользовалась Анэмонэ, устроив ловушку для сознания Рэнтона. Ему на помощь приходит Эврика. Тем временем, «Гекко-Го» и «Идзумо» сражаются друг с другом. |                                                                                        |                                                      |                  |
| 13 | «Начало» «Za Biginingu» (ザ・ビギニング)                                               | The Beginning — Rhythim is Rhythim (Derrick May)     | 10 июля 2005     |
| После самоуничтожения кораллианина Эврика и Анэмонэ оказываются без сознания. Рэнтон и Доминик вынуждены вместе отправиться в ближайший город за лекарством. Когда они возвращаются то оказываются в середине перестрелки между LFO Gekkostate и KLF федеральных сил. С помощью «Нирваша» Рэнтон доставляет Эврику на «Гекко-Го». |                                                                                        |                                                      |                  |
| 14 | «Связка воспоминаний» «Memorī Bando"» (メモリー・バンド)                               | Memory Band группы Rotary Connection                 | 17 июля 2005     |
| Последствия боя с «Идзумо»: «Гекко-Го» получил серьёзные повреждения, а члены Gekkostate отныне в списке самых разыскиваемых преступников. Эврика поправляется под присмотром Миши, в то время как Рэнтон пытается понять, кто же такая девушка, которую он любит. В это время Доминик размышляет о том как Рэнтон Торстон связан с Gekkostate и «Планом Агеха». Доминик вспоминает как люди нашли самый первый архетип для LFO, Адрока Торстона и придуманный им «План Агеха», Холланд Новак, в то время командир первого взвода Сил особого назначения, взбунтовал своих подчинённых и сбежал, прихватив с собой Эврику, тип Зеро и новейший сверхсекретный воздушный крейсер. Поняв, что резкий рост возможностей типа-Зеро связан с Рэнтоном, Доминик решает отправиться в родной город мальчика. Холланд решает ремонтировать «Гекко-Го» в заброшенной шахте FAC-51. |                                                                                        |                                                      |                  |
| 15 | «Человеческое поведение» «Hyūman Biheivyua» (ヒューマン・ビヘイヴュア)                 | Human Behavior от Бьорк                              | 24 июля 2005     |
| С подачи Мэтью и Гонзи Штат Гекко начинает вести здоровый образ жизни. Мэтью, желая раздобыть один из самых полезных плодов в мире панч, вместе с Рэнтоном и Эврикой отправляется в город Контрорад. Говорят именно здесь Адрок Торстон спас мир. А ещё в этом городе Рэнтон жил в детстве вместе с сестрой. Из-за неурожая панч сильно подорожал и Рэнтон предложил отправиться за плодами на плантацию его дяди. К несчастью, дядя опознал Мэтью по листовке «Преступное сообщество: Штат Гекко» и вызывает военную полицию. Мэтью и Эврику схватили, а Рэнтону удаётся сбежать. Добравшись до «Нирваша», мальчик спасает Мэтью и Эврику, доставив их обратно на «Гекко-Го». Всё заканчивается хорошо, вот только Эврика начала сторониться «Нирваша» и напарника. |                                                                                        |                                                      |                  |
| 16 | «Другая точка зрения» «Opojitto Vyū» (オポジット・ヴュー)                              | Opposite View группы Del Amitri                      | 31 июля 2005     |
| «Гекко-Го» приземляется для ремонта в заброшенной шахте FAC-51. Эврика по-прежнему сторонится Рэнтона, а тот не может понять почему. Члены Штата Гекко исследуют шахту. Заблудившись, Рэнтон находит таинственный дом. Тем временем Эврика чувствует себя хуже, а Анэмонэ вновь страдает от головной боли. Рэнтон засыпает в найденном им доме и видит сон, в котором вначале объясняется с Эврикой, а затем превращается в тип-Зеро для спасения девушки от типа-Энд. Вернувшись на крейсер, он пытается поговорить с Эврикой и извиниться, но слышит в ответ: «Мы ведь уже всё обсудили». |                                                                                        |                                                      |                  |
| 17 | «Врата небесной скалы» «Sukai Rokku Gēto» (スカイ・ロック・ゲート)                     |                                                      | 7 августа 2005   |
| Чтобы исправить ущерб полученный «Гекко-Го» в бою с «Идзумо» нужна отражающая плёнка. Кен-Го знает мастера, который сделает работу тайно. Эврика не хочет лететь с Рэнтоном на «Нирваше» и Холланд разрешает ей остаться. Хильда спрашивает у Эврики почему та больше не пилотирует свой LFO. Та отвечает, что Нирвашу больше нравится летать с Рэнтоном. Хильда предполагает, что Эврика ревнует, удивившись, что та не знает такого слова. Выясняется, что знакомый Кен-Го мастер умер и приходится убеждать взять заказ Нила, сына умершего мастера. Охота на небесных рыбок, из которых и делают плёнку, чуть не заканчивается гибелью Рэнтона. Тем временем Дьюи заявляет своим сторонникам, что станет хозяином планеты, объявив Второе Лето Любви. Плёнка для «Гекко-Го» готова. После возвращения Рэнтона Эврика начинает менять своё отношение к нему. |                                                                                        |                                                      |                  |
| 18 | «Проблемное общение» «Iru Komyunikēshon» (イル・コミュニケーション)                    | Ill Communication группы Beastie Boys                | 21 августа 2005  |
| Пока «Гекко-Го» ремонтируется, Рентон встречает шахтёра Британи, который всё ещё верит, что найдёт в FAC-51 «сокровище». Между тем, у Эврики начинается стресс по непонятным для Миши причинам. Тем временем Рэнтон сумел сблизиться с Британи, который очень уважает его деда, Акселя Торстона. Однако шахтёр отчаянно нуждается в деньгах и, узнав, что у Штата Гекко есть «Нирваш тип-Зеро», кстати найденный как раз в FAC-51, решает им завладеть. Угрожая Рэнтону револьвером, Британи заставляет мальчика вывести LFO из шахты. А между тем к FAC-51 приближаются армейские KLF. Рэнтон расправляется со врагами, а Холланд обезоруживает Британи. |                                                                                        |                                                      |                  |
| 19 | «Допыт 2» «Akuperiensu 2» (アクペリエンス・2)                                          | Acperience 2 дуэта Hardfloor                         | 28 августа 2005  |
| Состояние Эврики ухудшается, а Рэнтона депрессия. Ремонт «Гекко-Го» закончен, но крейсер не может взлететь из-за отсутствия траппы. Тем временем Эврика, считающая, что все её ненавидят, уединяется в кабине «Нирваша» и удаляет компак-драйв с амита-драйвом. Это вызывает произвольную активацию LFO и тот сам по себе отправляется вглубь шахты. Рэнтон отправляется за ним. Между тем, военные начинают обстрел ФАС-51, надеясь либо выкурить Штат Гекко либо похоронить его под обломками. Рэнтон находит Эврику, которую уже начал поглощать Скаб-Коралл. Он вытягивает девушку наружу. Пытаясь спасти любимую, Рэнтон провоцирует феномен Седьмого Вала. Это вызвало огромную волну траппы, благодаря которой «Гекко-Го» смог вырваться из шахты. |                                                                                        |                                                      |                  |
| 20 | «Злоупотребление веществом» «Sabusutansu Abyūzu» (サブスタンス アビューズ)             | Substance Abuse Dj Ричи Хаутина                      | 4 сентября 2005  |
| Эврика помещена в медицинский отсек. Миша может поддерживать в ней жизнь, но снять скаб не в состоянии. Напряжённость в отношениях между Рэнтоном и Холландом продолжает расти. В это время водарековцы обращаются к Штату Гекко с просьбой спасти их Верховного священника, которого собираются казнить в федеральной тюрьме Дабу-Грейб. Спор между Рэнтоном и Холландом из-за Эврики перерастает в драку. Командир Штата Гекко вынужден в одиночку вылететь спасать священника. Холланд выкрадывает водарековца, но на обратном пути сталкивается со взводом KLF. Рэнтон, осознав, что был не прав, бросается на «Нирваше» спасать Холланда. Он уничтожает врагов, впав в неистовство и потеряв контроль над собой. |                                                                                        |                                                      |                  |
| 21 | «Побег» «Rannawei» (ランナウェイ)                                                      | Runaway от Masters At Work                           | 11 сентября 2005 |
| Водарековский священник проводит ритуал над Эврикой и освобождает тело девушки от корки скаба. Правда сознание к Эврике не вернулось. Тем временем, Рэнтон впадает в отчаяние, поняв что стал убийцей. А тут ещё Холланд объявил мальчика опасным и запретил пускать его к Эврике. Не найдя понимания среди членов Штата Гекко, Рэнтон сбегает с «Гекко-Го», оставив амита-драйв. Тем временем полковник Дьюи нанимает для уничтожения Штата Гекко известных наёмников - супружескую пару Чарльза и Рэй Бимсов. |                                                                                        |                                                      |                  |
| 22 | «Сумасшедший» «Kurakkupotto» (クラックポット)                                          | Crackpot группы New Order                            | 18 сентября 2005 |
| Эврике стало лучше, но она не знает об уходе Рэнтона, так как никто не осмеливается ей сказать об этом. Тем временем Рэнтон путешествует на рифборде, не имея ни цели, ни планов, страдая от одиночества. Случайно он знакомится с Бимсами. Рэй спасает Рэнтона во время землетрясения. В это время Эврика признаётся Гиджет, что хотела бы поговорить о Рэнтоне и рассказывает, что почему-то боится смотреть ему в глаза. Гиджет сообщает ей, что это любовь. Бимсы берут Рэнтона на свой крейсер «Хакутё-Го». Мальчик поражён их отношением к нему, атмосферой царящей в семье Бимсов, взглядами Чарльза на жизнь. Он чувствует, что уже давно ему не было так хорошо и приходит к выводу, что не зря покинул Штат Гекко. А в это время Доминик прибывает в Беллфорест. |                                                                                        |                                                      |                  |
| 23 | «Различия» «Difarenshia» (ディファレンシア)                                            | Differentia от Рюити Сакамото                        | 25 сентября 2005 |
| Рэнтон счастлив, ведь Бимсы обращаются с ним как с любимым сыном. А у Бимсов новая работа. Они должны тайно доставить больную девочку на Святую Землю, где она сможет перед смертью получить благословение Водарека. Рэнтон поражён, почему девочку везут умирать, а не лечат. Проблема в том, что в городе недавно был крупный теракт, в котором военные обвинили водарековцев. Поэтому в городских больницах не принимают приверженцев Водарека. Тем временем состояние Эврики улучшается, но Холланд по-прежнему скрывает от неё уход Рэнтона. А тем временем Рэнтон похищает девочку и отвозит в больницу, где на них нападают родственники жертв теракта. В Штате Гекко решают как выйти из ситуации. Холланд в конце концов рассказывает об уходе Рэнтона. Эврика винит в этом себя. А Чарльз и Рэй приходят к выводу, что неплохо иметь ребёнка такого возраста. |                                                                                        |                                                      |                  |
| 24 | «Потерянный рай» «Paradaisu Rosuto» (パラダイス・ロスト)                               | Paradise Lost от Рюити Сакамото                      | 2 октября 2005   |
| Эврике одиноко без Рэнтона и она начинает брать на себя его обязанности. Тем временем Рэнтон на «Хакутё-Го» начинает чувствовать себя как член семьи Бимсов. Миша приходит к выводу, что амита-драйв может работать только получая ментальные сигналы сразу и Рэнтона, и Эврики. Тальхо обвиняет Холланда в зависти к Рэнтону, ведь Эврика выбрала его. Чарльз и Рэй крайне поражены, узнав кто отец Рэнтона. В конце концов мальчик признаётся Бимсам, что раньше был в Штате Гекко. В свою очередь, Чарльз рассказывает Рэнтону о том, что их наняла Армия Федерации для захвата Эврики и типа-Зеро. Теперь мальчику надо решить, останется он на «Хакутё-Го», вернётся на «Гекко-Го» или будет один. Бимсы готовы принять любое его решение. Рэнтон уходит. А в это время Эврика безуспешно пытается активировать «Нирваш», чтобы отправиться за Рэнтоном. Холланд обещает вернуть мальчика. |                                                                                        |                                                      |                  |
| 25 | «Сад на краю мира» «Wāruzu Endo Gāden» (ワールズ・エンド・ガーデン)                    | World's End Garden от Gnomusy                        | 9 октября 2005   |
| Уйдя с «Хакутё-Го», Рэнтон оказывается дома у Уильяма Б. Бакстера, живущего вдали от людей вместе с женой Мартой, страдающей от синдрома Отчаяния. Эврика ждёт Рэнтона, а Холланд ищет его, обнаруживая, что военные постепенно перекрывают все пути. Уилл рассказывает Рэнтону про принцип равновесия, природу и любовь. Тем временем, Холланд узнаёт, что Рэнтона видели вместе с Бимсами. Когда-то Холланд был близок с Чарльзом и Рэй. В конце концов он возвращается на «Гекко-Го», чтобы спасти свой крейсер из окружения. Рэнтон отправляется на «Гекко-Го». |                                                                                        |                                                      |                  |
| 26 | «Утреннее сияние» «Mōningu Gurōrī» (モーニング・グローリー)                            | Morning Glory группы Oasis                           | 16 октября 2005  |
| Пока военные готовят атаку на «Гекко-Го», Холланд пытается спасти Штат Гекко от надвигающейся катастрофы. Рэй и Чарльз рассчитывают, что Холланд выберет для бегства Зону 286, где для «Гекко-Го» специально оставили узкий проход. Так и случилось. Эврика решает действовать и уходит искать Рэнтона, в то время как он возвращается чтобы встретиться с ней. В Радужном море Эврика обнаруживает федеральных военных и сообщает на «Гекко-Го» о ловушке, угодив при этом под обстрел с «Хакутё-Го». Рэнтон на «Нирваше» бросается к ней на помощь. Он спасает сначала Эврику, а затем и Штат Гекко, заставив военных отступить. Но Чарльз и Рэй не собираются сдаваться. |                                                                                        |                                                      |                  |
| 27 | «Беспорядок» «Herutā Sukerutā» (ヘルタースケルター)                                    | Helter Skelter группы The Beatles                    | 23 октября 2005  |
| «Гекко-Го» оторвался от военных. Холланд и Тальхо готовятся к неизбежному нападению Чарльза и Рэй. Рэнтон и Эврика в карцере, дети вместе с ними. Ситуация в мире ухудшается, землетрясения учащаются, а власти ничего не могут сделать, теряя доверие общества. Бимсы передают управление «Хакутё-Го» автопилоту, а сами вылетают штурмовать «Гекко-Го». Тем временем Холланд вспоминает время проведённое в спецназе, понимая, что настал самый подходящий момент для нападения. Бимсы проникают на «Гекко-Го». Начинается бой. Пока Чарльз и Холланд пытаются друг друга убить, Рэй добирается до карцера и берёт в заложники Тальхо, Рэнтона, Эврику и детей. Впрочем ненадолго, Тальхо обезоруживает её. Холланд, хоть и получил ранение в ногу, убивает Чарльза. Тот перед смертью говорит, что знает кто король и это не Холланд. Рэй сбегает, активировав бомбу, спрятанную в теле её мужа. |                                                                                        |                                                      |                  |
| 28 | «Помни о смерти» «Memento Mori» (メメントモリ)                                         | Memento Mori групп Kamelot/Embrace the End           | 30 октября 2005  |
| Рэй предаётся воспоминаниям о жизни с Чарльзом. Рэнтон пытается справиться с шоком от смерти Чарльза. Эврика и Рэнтон пытаются понять, что происходит с «Нирвашем». Холланд жив, но потерял много крови. Холланд сообщает Рэнтону, что Бимсы, которые вместе с ним и Эврикой служили в спецназе, мечтали о детях, но Рэй не может рожать, и винит в этом Эврику. Между тем, Рэй пытается уничтожить «Гекко-Го», повредив с помощью LFO систему управление и радары. LFO уничтожены Холландом, и Рэй направляет «Хакутё-Го» в самоубийственную атаку на «Гекко-Го». Кен-Го и Холланд сбивают корабль-камикадзе с курса. Рэнтон по просьбе Тальхо даёт свою кровь для переливания Холланду. |                                                                                        |                                                      |                  |
| 29 | «Не останавливайся» «Kīpu On Mūbin» (キープ・オン・ムービン)                           | Keep on Movin группы Soul II Soul                    | 6 ноября 2005    |
| В обществе усиливается недовольство бездействием властей, что отвечает планам Дьюи. Доминик в Беллфоресте находит Акселя Торстона и представляется другом его внука. Тем временем Рэнтон рассказывает Эврике о Бимсах. Холланд жив, но пока ещё не пришёл в себя. Тальхо объясняет Рэнтону, что войну которую ведёт Штат Гекко начал его отец. Военный инженер Адрок Торстон занимался изучением кораллиан и пришёл к выводу, что это разумная форма жизни. К сожалению, его исследования закончились человеческими жертвами. Совет Мудрецов решил уничтожить Скаб-Коралл, в то время как Адрок верил в возможность мирного сосуществования. Для того, чтобы войти в контакт он хотел использовать Эврику, которая на самом деле кораллианин в человеческой форме. Для того чтобы исполнить планы Адрока и защитить Эврику Холланд и был вынужден дезертировать из армии и создать Штат Гекко. Теперь, чтобы модернизировать «Нирваш» «Гекко-Го» отправляется в НИИ «Тресор», которым ранее руководил Адрок Торстон. В это время Холланд приходит в себя. |                                                                                        |                                                      |                  |
| 30 | «Жизнь меняется» «Chenji Obu Raifu» (チェンジ・オブ・ライフ)                           | Change of Life Dj Джеффа Миллза                      | 13 ноября 2005   |
| Узнав, что Эврика на самом деле кораллианин, Рэнтон не изменил своего отношения к ней. Тальхо рассказывает Рэнтону о том что связывало Холланда и Диану Торстон. Для того, чтобы восстановить и модернизировать «Нирваш», «Гекко-Го» готовится совершить посадку в центре военных исследований и разработок «Тресор». Директор центра Морита не хочет помогать «дезертиру и вору», коим он считает Холланда, но Эврика и Рэнтон умоляют его спасти «Нирваш тип-Зеро». Эврика знакомит Рэнтона с доктором Соней Вакабаяси, которая знала девушку со момента её обнаружения в скабе. Тем временем в «Тресоре» идут испытания нового оружия для «Отряда Агеха». Соня показывает документальный фильм об исследованиях первого архетипа, найденного людьми. Директор Морита сообщает Рэнтону, что был учеником Акселя Торстона. Тальхо меняется, теперь у неё новый костюм и новая стрижка. |                                                                                        |                                                      |                  |
| 31 | «Звериная атака» «Animaru Atakku" (» (アニマル・アタック)                              | Animal Attack Dj Фумия Танака                        | 20 ноября 2005   |
| Кода из Совета Мудрецов решает встретиться с Дьюи, чтобы узнать про его планы. Холланд недоволен и новым видом Тальхо, и тем, что она рассказал всем правду об Эврике. Между тем, тип-Зеро хочет не просто ремонта, а совершенно новой внешней оболочки. Вот только для этого придётся просить помощи у главного специалиста по архетипам Грега Игана по прозвищу «Доктор Медведь», известного своей эксцентричностью. Иган думает, что Эврика это попытка Скаб-Коралла понять людей. Дьюи рассказывает Коде, что кораллиан надо уничтожить прежде чем они сами нанесут удар по человечеству. Работа над новой формой «Нирваша» в полном разгаре, а новую доску для него позвали делать Акселя Торстона. «Отряд Агеха» применил новое супероружие против Скаб-Коралла. В ответ коралл-лейкоциты уничтожают город Ферес. Анэмонэ и Эврика в тяжёлом состоянии. Штат Гекко покидает «Тресор», прихватив с собой учёных и инженеров. |                                                                                        |                                                      |                  |
| 32 | «Запускай!» «Sutāto Itto Appu» (スタート・イット・アップ)                              | Start It Up Dj Джоуи Белтрэм                         | 27 ноября 2005   |
| Военные исследуют разрушенный Ферес. Выясняется, что кораллиане активны 1246 секунд, что равно времени действия эффекта «Седьмой вал». Аксель Торстон сделал новый рефборд для «Нирваша тип-Зеро». Беженцы из Фереса сообщают Холланду, что перед атакой кораллиан видели луч света с небес, который сопровождался сильным взрывом, что убеждает его в причастности к трагедии Дьюи. Члены Штата Гекко пытаются помочь беженцам, но глаза Эврики вызывают у пострадавших ужас. «Отряд Агеха» на «Идзумо» готовится применить новое оружие в городе Гремикоу. Возможные жертвы их не волнуют, главное выполнить приказ Дьюи. Новая форма «Нирваша тип-Зеро» готова. Аксель Торстон сообщает Штату Гекко о том что за ним следят, поэтому он отправит рифборд по воздуху в район Гремикоу. Анэмонэ атакует «Нирваш», но, проигрывает схватку, возвращается на «Идзумо». Штат Гекко собирается помочь выжившим жителям Гремикоу. Дьюи требует продолжить атаки на кораллиан. |                                                                                        |                                                      |                  |
| 33 | «Состояние покоя» «Pashifikku Suteito» (パシフィック・ステイト)                        | Pacific State группы 808 State                       | 4 декабря 2005   |
| Выживших в Гремикоу нет. По совету Кен-Го Холланд даёт Штату Гекко отдых. Рэнтон и Доктор Медведь довольны тем как идёт формирование «Нирваша». Старшие члены Штата Гекко думают против кого воевать, против правительства или кораллиан, и как теперь объединить человечество и Скаб-Коралл. Пока риферы Штата Гекко носятся по волнам траппы, Доктор Медведь и Холланд думают, что делать дальше. Рэнтон, пытаясь подбодрить Эврику, зовёт её вместе полетать на рифборде. Холланд объявляет о своём решении связаться с Норбу, первосвященником Водарека, но для этого придётся лететь в столицу. Не желая подвергать опасности товарищей, Холланд решает распустить Штат Гекко. Перед стартом становится ясно, что никто не покинул «Гекко-Го». |                                                                                        |                                                      |                  |
| 34 | «Внутренний полёт» «Innā Furaito» (インナー・フライト)                                 | Inner Flight группы Primal Scream                    | 11 декабря 2005  |
| Совет Мудрецов обсуждает Норбу и действия Дьюи, а сам полковник в это время встретился с первосвященником Водарека. «Гекко-Го» готовится к суборбитальному прыжку, только так можно успеть в столицу. Холланд рассказывает Рэнтону и Эврике о своём знакомстве с Норбу в Цидадес дель-Сьело. Справившись с LFO, Норбу вступил в спор с пилотом. Именно тогда Холланд узнал о человекоподобных кораллианах, которых Скаб-Коралл создаёт, пытаясь познать человечество, и об истинной цели Дьюи, собирающегося устроить второе Лето Любви и разрушить мир, а также о том как открыть путь к спасению мира. Штат Гекко готовит прорыв в столицу. Норбу требует от Дьюи прекратить бомбардировки, но полковнику нужен контакт со Скаб-Кораллом. |                                                                                        |                                                      |                  |
| 35 | «Астральный хулиган» «Asutoraru Apatchi» (アストラル・アパッチ)                        | Astral Apache проекта Galaxy 2 Galaxy                | 18 декабря 2005  |
| «Гекко-Го» прорывается в Столицу. Информатор из армии передаст сведения о местоположении первосвященника только Тальхо, но если она покинет корабль, то «Гекко-Го» некому будет пилотировать. На роль пилота вызывается Мундогги. Идёт бой, но Эврика не хочет сражаться, не желая убивать людей. Доминик разгневан тем, что его рапорт о модернизации тип-Зеро ещё не прочитан Дьюи, а Анэмонэ уверена, что её убьют. Тальхо узнаёт, что Норбу перевезли в Тиллер Гарден. Информатором оказывается бывший стажёр Тальхо, люди Дьюи его раскрыли и схватили. Полковник считает нападение Штата Гекко бесплодным и даже отпускает Норбу, ведь и полковник, и первосвященник уверены, что Холланду никогда не найти партнёра для Эврики. Холланд Новак встречается в Тиллер Гарден со старшим братом Дьюи Новаком. Тем временем Рэнтон пытается успокоить Эврику и готов в одиночку вести бой. Дьюи предлагает Холланду присоединиться к нему. В разговоре выясняется, что Тальхо бывшая девушка Дьюи, которую он бросил, а младший брат её "подобрал" за ним, как и многое другое. В это время «Нирваш» подбирает Норбу и Штат Гекко оставляет столицу. У Норбу появляется надежда. А Совет Мудрецов вызывает Дьюи. |                                                                                        |                                                      |                  |
| 36 | «Фантазия» «Fantajia» (ファンタジア)                                                   | Fantasia Dj Джеффа Миллза                            | 25 декабря 2005  |
| Дьюи решает повысить интенсивность атак на кораллиан. Норбу просит доставить его до Главного храма Водарека и советует Холланду поспешить, если Рэнтона и Эврику соединяют истинные чувства. Эврика видит как Рэнтон старается избавить «Нирваш» от царапин. Эврика озабочена шрамами на лице и Гиджет предлагает ей воспользоваться косметикой. Холланд рассказывает Рэнтону о своих отношениях с его сестрой. Они познакомились ещё детьми и снова встретились уже после смерти Адрока Торстона, когда Дианэ пыталась разгадать тайны своего отца. Позже девушка исчезла. Эврика самостоятельно накладывает макияж и плод её трудов повергает всех в шок. Рэнтону приходится успокаивать девушку, а Тальхо учит её пользоваться косметикой. Тем временем Дьюи, несмотря на протесты Доминика, даёт Анэмонэ новое задание. |                                                                                        |                                                      |                  |
| 37 | «Соглашайтесь!» «Reizu Yua Hando» (レイズ・ユア・ハンド)                               | Raise Your Hand от Кэйго Оямада                      | 8 января 2006    |
| Доктор Медведь и Норбу дают совместное интервью для «ray=out», в котором обсуждают планы военных и теорию о Пределе Жизни. Грег Иган считает Скаб-Коралл разумной формой жизни и приходит к выводу, что тот находится в состоянии спячки. Тем временем военные наносят новый удар по коралианам. Иган рассказывает о Великой Стене и о том что если спящий Скаб-Коралл проснётся, то поглотит всё. Норбу говорит, что мы должны стать одним целым и пробудить Водарека. Дьюи сообщает журналистам и гражданам о нападениях кораллиан на человеческие города, заявив, что Совет Мудрецов не способен остановить врага. Он обещает спасти человечество с помощью «Отряда Агеха» под командованием Анэмонэ, представив это как план Адрока Торстона. Затем Дьюи на воздушном линкоре «Гинга-Го» отправляется спасать столицу от якобы напавших коралл-лейкоцитов. Эврика сообщает поражённому Рэнтону, что по словам его отца за Великой Стеной будущее. |                                                                                        |                                                      |                  |
| 38 | «Дата рождения» «Deito Obu Bāsu» (デイト・オブ・バース)                                | Date of Birth группы The Arsonists                   | 15 января 2006   |
| Рэнтон расстроен тем фактом, что Эврика знала его отца при жизни. У них происходит небольшая ссора. Оба не в состоянии понять чувства другого, ведь Эврика не человек и не знает, что такое семья, родителей у неё никогда не было. В результате между ними возникает напряжение, которое неправильно истолковано остальными членами Штата Гекко. Некоторые из них считают, Рэнтон хочет или пытался заняться сексом с Эврикой. Между тем, Дьюи спровоцировал атаку кораллиан на Столицу, тем самым получив карт-бланш от напуганной общественности. Это позволило ему в открытую выступить против Совета Мудрецов. В конце концов Рэнтон и Эврика объяснились. Стоунэр хочет опубликовать на обложке «ray=out» фотографию, на которой кораллианин — Эврика, и человек — Рентон, вместе летят на одной доске, надеясь, что эта фотография даст человечеству надежду на будущее. Тем временем Дьюи, взбунтовав армию, захватывает Капитолийский Холм и убивает двоих из трёх Мудрецов. Третий Мудрец, Кода, сама передаёт ему свои полномочия. |                                                                                        |                                                      |                  |
| 39 | «Присоединяйся к будущему» «Join Za Fyūchā» (ジョイン・ザ・フューチャー)               | Join the Future группы Tuff Little Unit              | 22 января 2006   |
| На пути к Великой Стене «Гекко Го» делает остановку в городе Ливерчестер, где Норбу и Холланд решают поиграть в футбол. Многие члены Штата Гекко раздосадованы и не понимают зачем нужен этот матч. Мэтью, Стоунэр и Хап думают о целях Норбу и результатах Рэнтона, который разозлён тем, что Мундогги играет лучше. В это время неизвестные бросают вызов Штату Гекко. Холланд принимает его. Матч быстро превращается в настоящую битву. В конце концов Рэнтон и Эврика совместно забивают гол. Внезапно появляются KLF федеральной армии и «Гекко-Го» покидает Ливерчестер. Тем временем Дьюи обвиняет в смерти двух Мудрецов кораллиан и обещает прорваться через Великую Стену и уничтожить их всех. |                                                                                        |                                                      |                  |
| 40 | «Вселенский рычаг» «Kozumikku Torigā» (コズミック・トリガー)                           | Cosmic Trigger проекта Axiom Ambient                 | 29 января 2006   |
| «Гекко-Го» прилетает к Главному храму Водарека, в непосредственной близости от Великой стены, где их встречает Типтори. Норбу объясняет, что Рэнтону и Эврике чтобы пройти через Великую стену придётся сначала проникнуть в храм и встретиться с Сакуей. В это время на «Гинга-Го» Дьюи и Доминик обсуждают сложившуюся ситуацию. В отличие от Адрока Торстона полковник не хочет сосуществовать со Скаб-Кораллом. Дьюи отправляет штурмовой отряд к Главному храму Водарека. Среди водарековцев не все признают первенство Норбу и чтобы попасть в Святой город Штату Гекко приходится выдавать себя за паломников. Рэнтон и Эврика на «Нирваше» проникают в усыпальницу Сакуи. |                                                                                        |                                                      |                  |
| 41 | «Допыт 3» «Akuperiensu 3» (アクペリエンス・3)                                          | Acperience 3 дуэта Hardfloor                         | 5 февраля 2006   |
| Пока Штат Гекко сдерживает атаки водарековцев, разозлённых проникновением чужаков в святыню, Эврика, Рэнтон и Норбу встречаются с Сакуей. Норбу рассказывает Рэнтону, а Сакуя Эврике историю своей любви. В результате неудачной попытки преодолеть Великую Стену Сакуя потеряла человеческое тело, превратившись в огромный цветок лотоса, а Норбу покинул Святой Город. Барьер, защищавший святыню, больше не существует, в это время появляются корабли федеральной армии. |                                                                                        |                                                      |                  |
| 42 | «Звёздный танцор» «Sutā Dansā» (スターダンサー)                                        | Star Dancer проект Red Planet                        | 12 февраля 2006  |
| Дьюи начинает атаку на Святой город. Сакуя сняла барьер, защищавший святыню, чтобы иметь силы отправить Рэнтона и Эврику в Землю Обетованную. Холланд и Мэтью летят навстречу врагу. Дьюи приказывает применить «Оранж» и отправляет тип-ЗеЭнд на перехват «Нирваша». Коралл-лейкоциты атакуют Святой город. Штат Гекко с трудом отбиваются от врагов. Сакуя поднимает поророку, гигантский вал траппы, который переправляет «Нирваш» с Рэнтоном, Эврикой и детьми через Великую стену. Холланд на своём «Терминусе» тип-R909 вступает в бой с Анэмонэ и задерживает её. Тип-Зеро входит в Зону, но тип-ЗеЭнд не может следовать за ним. |                                                                                        |                                                      |                  |
| 43 | «Радостное подполье» «Za Sanshain Andāguraundo» (ザ・サンシャイン・アンダーグラウンド) | The Sunshine Underground дуэта The Chemical Brothers | 19 февраля 2006  |
| Военные обследуют руины Святого города. Рэнтон, Эврика и дети перенеслись на берег моря и не знают что делать дальше. Доминик приносит Аномонэ цветы анемоны, она говорит ему, что на языке цветов это умирающая надежда. Анэмонэ просит Доминика спасти её, но тут же его отвергает. Дьюи приказывает Доминику найти нового пилота для тип-ЗеЭнд вместо Анэмонэ. Рэнтон догадывается, что они на Земле, такую какой она была до появления Скаб-коралла. На светском приёме Дьюи танцует с Анэмонэ и рассказывает ей историю своего детства. Выясняется, что он потомок древнего рода и должен был стать Жертвенным королём, задача которого убить собственного отца тем самым успокоив планету. В это время Холланд уничтожает ракеты «Оранж», не допуская новой атаки. Когда мать Дьюи умерла, рожая Холланда, все решили, что жертва принесена и объявили Жертвенным королём младшего из братьев Новаков. Недовольный этим Дьюи убил отца. После этого семью Новак лишили всех привилегий. А затем Дьюи, считавший себя Жертвенным королём, встретил короля науки Адрока Тёрстона. После бала Анэмонэ обнаруживает на себе упавший седой волос, вспоминает Дьюи и ей становится мерзко. Теперь она на самом деле хочет что бы Доминик её спас… По мнению Грега Игана до Предела Жизни остаётся не больше двух месяцев. Доминик отправляется за новым пилотом. Между Эврикой и Рэнтоном образуется некоторое напряжение, Рэнтон упрекает Эврику в том, что она не знает что им делать дальше, а она его - что парень не может обнаружить неисправность «Нирваш», хотя он техник. Пока Рэнтон ремонтирует «Нирваш», пострадавший во время попытки взобраться на скалы, Эврика видит на месте шрамов от скаба — светящиеся зелёные капли… |                                                                                        |                                                      |                  |
| 44 | «Это всё на виду» «Ittsu Ōru In Za Maindo» (イッツ・オール・イン・ザ・マインド)        | It's All in the Mind от Си-Джея Болланда             | 26 февраля 2006  |
| Доминик прибывает в Варшаву. «Гекко-Го» вернулся в НИИ «Тресор», где Холланду надо пройти курс лечения. Теперь он пилотирует LFO «Морской Дьявол» тип-B303. Из-за его особенностей Холланд может погибнуть, но только этот LFO может уничтожать бомбардировщики APX, носители «Оранжа». «Нирваш» всё же смог взобраться на скалы и теперь Рэнтон, Эврика и дети исследуют остров на котором они оказались, но это не приносит никаких результатов. Рэнтон не может понять, что творится с Эврикой. Доминик прибывает в Фонд Новака, где находится пилот, который должен заменить Анэмонэ. Он узнаёт об экспериментах, которые ставят в Фонде Новака на девушках с болезнью отчаяния. Последний опыт заканчивается смертью всех трёх образцов, и Доминик вынужден сообщить Дьюи, что заменить Анэмонэ некем. Эврика все больше покрывается зелёными наростами и сбегает от Рэнтона и детей. «Идзумо» получает приказ следовать в НИИ «Тресор», где скрывается Штат Гекко. |                                                                                        |                                                      |                  |
| 45 | «Я тебе не нужна?» «Donto Yū Wonto Mī?» (ドント・ユー・ウォント・ミー?)                | Don't You Want Me? группы The Human League           | 5 марта 2006     |
| Риферы и ди-джеи распространяют правдивую информацию о планах Дьюи из «ray=out». А в это время «Гекко-Го» и «Морской Дьявол» продолжают уничтожение APX и ракет с «Оранжом». Доминик и Юргенс, капитан «Идзумо», требуют от Штата Гекко встречи с доктором Медведем, желая узнать правда ли то о чём пишет «ray=out». Рэнтон и дети находят Эврику. Морис пытается застрелить Рэнтона, считая его виновным в том, что происходит с «мамой». Юргенс и Доминик, ознакомившись с материалами Грега Игана, решают восстать против Дьюи. Юргенс обращается к армии с призывом не подчиняться больше властям Федерации. Дьюи не волнует бунт Доминика и «Идзумо», весь экипаж которого поддержал Юргенса. Доминик вступает в Штат Гекко. Рэнтон теряет сознание. |                                                                                        |                                                      |                  |
| 46 | «Опора планеты» «Puranetto Rokku» (プラネット・ロック)                                 | Planet Rock Dj Afrika Bambaataa                      | 12 марта 2006    |
| Дьюи наконец обнаруживает местонахождение Командного кластера кораллиан. У Рэнтона сильный жар. НИИ «Тресор» усовершенствуют «Идзумо» и «Гекко-Го». У Холланда проблемы с пилотами LFO с «Идзумо», не готовыми простить смерть своих товарищей. Рэнтону стало хуже, а у Эврики выросли крылья как у бабочки. Дьюи стал Главнокомандующим и готов применить самое мощное орудие Федерации — волновой излучатель «Ораторио № 8». На «Крыше Мира» собираются флот Федерации и силы сопротивления. Рэнтону лучше, он и Эврика обещают всегда быть вместе. «Супер-Идзумо» и Штат Гекко готовы к бою. Дьюи начинает обратный отсчёт операции «Преисподняя». Доктор Медведь берётся за исследование данных Эврики, собранных Мишей. «Нирваш» прилетает на странный остров, на берегу которого Рэнтон видит свою сестру. |                                                                                        |                                                      |                  |
| 47 | «Допыт 4» «Akuperiensu 4» (アクペリエンス・4)                                          | Acperience 4 дуэта Hardfloor                         | 19 марта 2006    |
| Рэнтон воссоединяется со своей сестрой Дайаной и оказывается в городе-библиотеке. Он узнаёт, что попал в Командный Кластер, центром Скаб-Коралла. Дайана рассказывает брату о том, что Скаб-Коралл живое существо и попал на Землю 10 000 лет. Со временем, обретя сознание, Скаб-Коралл слился со всеми формами жизни на планете, напугав и невольно вынудив человечество бежать с Земли. С тех пор как люди вернулись, Скаб-Коралл пытается наладить с ними контакт. В данный момент большая его часть спит, но если Командный кластер будет уничтожен, то он проснётся и Предел Жизни будет превышен, что приведёт к уничтожению Земли. Выход есть, всем людям надо слиться со Скаб-Кораллом, как это некогда сделали Адрок и Дайана Торстоны. Но Рэнтон хочет оставаться человеком. Для этого ему и Эврике необходимо не допустить атаки «Ораторио № 8». Дьюи открывает тайну Совета Мудрецов: планета, которую когда-то колонизировало человечество, на самом деле Земля, много лет назад покинутая людьми и захваченная Скаб-Кораллом. Настало время вернуть планету. Решающая атака начинается… |                                                                                        |                                                      |                  |
| 48 | «Механический балет» «Baree Mekanikku» (バレエ・メカニック)                            | Ballet Mécanique от Джорджа Антейла                  | 26 марта 2006    |
| Дьюи активировал «Ораторио № 8». Тип-ЗеЭнд проникает в отверстие, образовавшееся после выстрела, чтобы уничтожить Командный кластер. Доминик вылетает на флаере, надеясь успеть остановить Анэмонэ. Начинается бой между «Нирвашем» и типом-ЗеЭнд. Анэмонэ думает о своих чувствах к Доминику и о том, что хотела бы жить никого не убивая. Неожиданно появляется Доминик. Он и Анэмонэ признаются друг другу в любви. В это время «Ораторио № 8» наносит удар максимальной мощности. Тип-ЗеЭнд закрывает Анэмонэ и Доминика от ударной волны, но сам при этом погибает, выгорая до самой оболочки. «Нирваш» успевает трансформироваться и улететь прочь, но ему все равно достаётся… |                                                                                        |                                                      |                  |
| 49 | «Крикни во всю мощь!» «Shauto Tu Za Toppu!» (シャウト・トゥ・ザ・トップ!)              | Shout to the Top! группы Style Council               | 2 апреля 2006    |
| Ядро Скаб-Коралла — Командный кластер — уничтожен. По всему миру люди с синдромом отчаяния начинают приходить в себя. Обломки от взорвавшегося «Ораторио № 8» бомбардируют Землю. «Гекко-Го» и «Супер-Идзумо» отправляются искать Рэнтона, Эврику и детей. Эврика больше не слышит «Нирваша». Коралл-лейкоциты атакуют флот Федерации, а Дьюи собирается довести дело до конца. «Гинга-Го» атакует повреждённый «Нирваш». Холланд пытается остановить своего брата и «Гекко-Го» вступает в бой. Рэнтон сообщает Холланду, что вместе с Эврикой и «Нирвашем» заменить Командный кластер. Дьюи убивает себя, тем самым запуская процесс уничтожения мира. Эврика исчезает. |                                                                                        |                                                      |                  |
| 50 | «Загадать на звезду» «Hoshi ni Negai o» (星に願いを)                                   | When You Wish Upon a Star от The Drummonds           | 2 апреля 2006    |
| На месте уничтоженного Командного кластера вырастает огромное дерево, к которому со всего мира устремляются потоки траппы. Эврика становится новым управляющим ядром Скаб-Коралла, думая в это время о тех кого любит: Линк, Метер, Морис и Рэнтон. Но даже ради них она не может пожертвовать Землёй. Доктор Медведь и Миша исследуют ошейник Анэмонэ. Выясняется, что он, как и ошейник Эврики, должен был после смерти Дьюи запустить программу самоуничтожения Скаб-Коралла. План полковника не сработал. Холланд собирается установить контакт с Эврикой и заключить договор со Скаб-Кораллом. На пути к цели «Гекко-Го» вынужден вступить в бой с коралл-лейкоцитами. Рэнтон на «Нирваше» пробивается к Эврике. Ради неё он готов отказаться быть человеком. Новым командным кластером становится «Нирваш». На Земле наступает истинное Второе Лето Любви. |                                                                                        |                                                      |                  |
| 51 | «Новый порядок» «Shinki Chūmon» (新規注文)                                             | группа New Order                                     | 5 апреля 2012    |
| Специальный эпизод «Новый порядок» является неканонической альтернативной концовкой сериала. Впервые был представлен в 2006 году на Sony Music Festival. Альтернативный финал предполагает, что Эврика должна отправиться в путешествие, чтобы рассеять по всей Земле семь кусков воспоминаний и тем самым успокоить мир. В конце концов, Эврика и Рэнтон должны расстаться, но мальчик клянётся, что они встретятся снова когда-нибудь. 51-й эпизод не имеет отношения к сиквелу Eureka Seven: Astral Ocean, который начинается с событий, которые произошли в 50-м эпизоде. |                                                                                        |                                                      |                  |

1. ↑  Примечание: Этот эпизод был оценён TV Parental Guidelines Monitoring Board (США) как TV-MA-V («Только для зрелой аудитории», 17+)